# Brogärde
Brogärde är en småort i Alingsås kommun i Västra Götalands län.